# Taüt

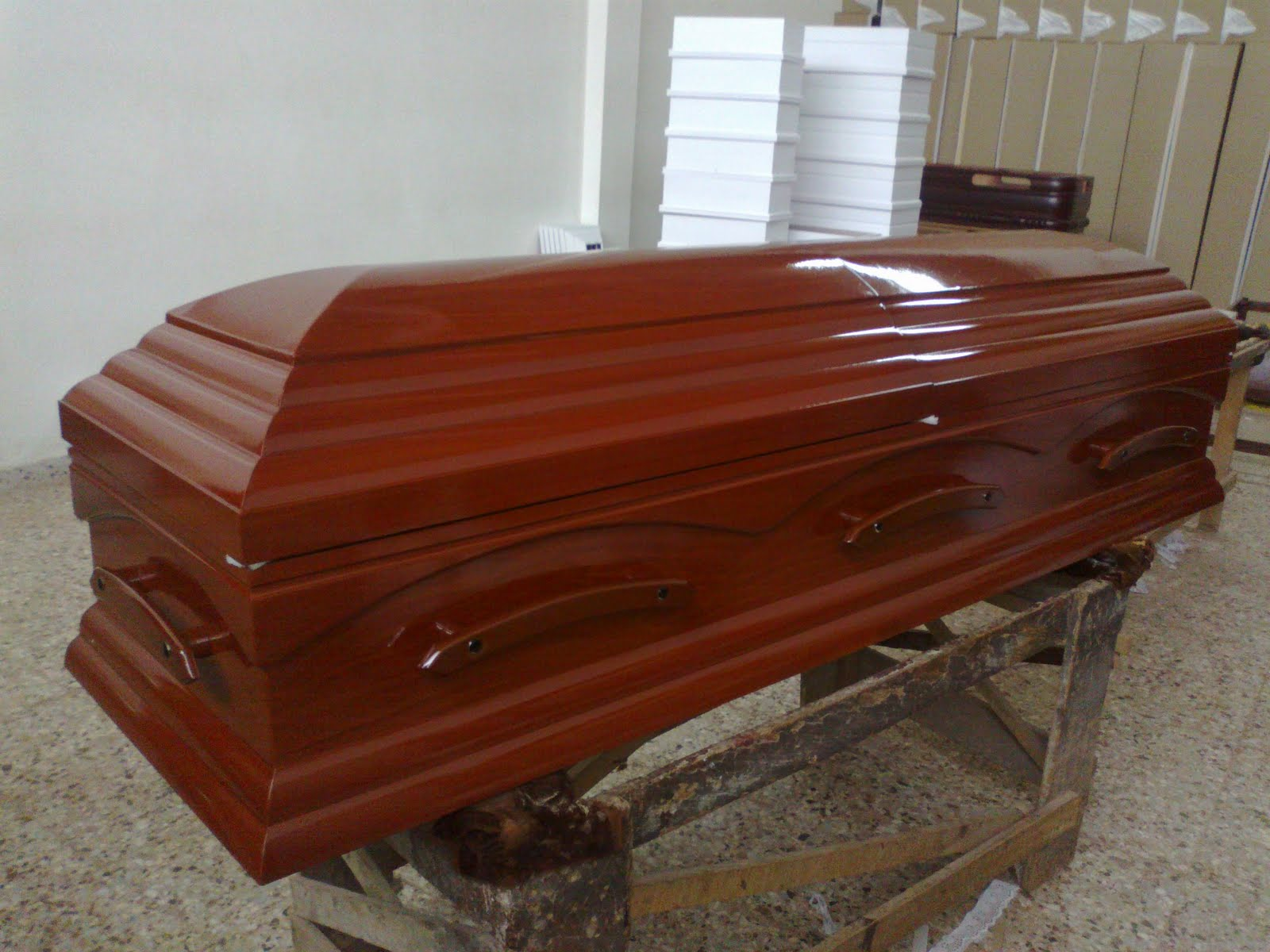
Taüt

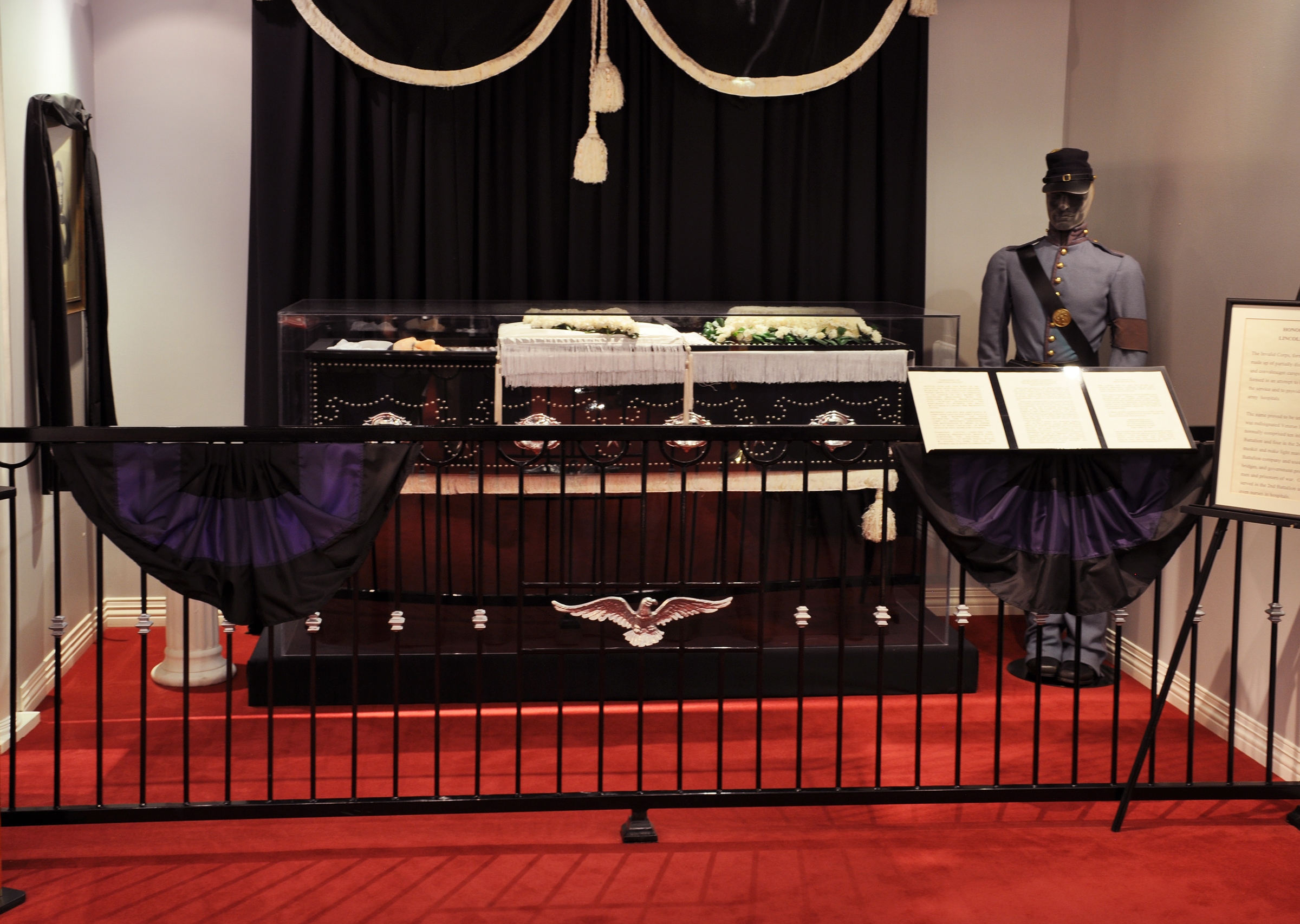
Recreació del taüt del President Abraham Lincoln al National Museum of Funeral History, Houston TX.

Un taüt (o una taüt de l'àrab التبوت, at-tābūt; «calaix», «cofre»), caixa de morts o bagul és un recipient allargat per a dipositar el cos o despulla d'un mort, usualment durant les cerimònies funeràries i durant la seva inhumació (substituïda per un viatge en vaixell funerari en certes cultures) o incineració. El taüt, si s'enterra, en moltes cultures es diposita en la tomba.

## Característiques
Els materials per a confeccionar un taüt són molt diversos (acer, plom...), essent la fusta el més freqüent (i en alguns cultes, el sol permès). Es compon de la caixa i la tapadora, que pot ser sencera, practicable (per a obrir-se per la meitat del cos) o amb un vidre, de manera que es pugui veure la cara i una part del cos del mort, a petició dels familiars (però aquesta visibilitat no és habitual a molts països, com Catalunya). Exteriorment pot contenir ornaments (com una creu) gravats o col·locats a la tapadora i els costats. Durant el funeral, es pot cobrir de corones de flors, cintes o banderes, per exemple als funerals pels soldats.
La forma més usual és rectangular, si bé alguns dissenys opten per formar mig hexàgon a la part del cap. Històricament, hi ha hagut taüts cilíndrics, on el mort es col·locava dempeus, com ara als enterraments medievals d'algunes regions japoneses. Dins el taüt modernament es posa un folre.

## El taüt a la cultura
Com que és un símbol de la mort, apareix en nombroses obres que tracten aquesta, i en pel·lícules de terror amb personatges com el vampir, que de fet usa el taüt com el seu jaç per a poder dormir de dia i escapar de la llum solar. Pot estar present a pintures que recorden la fugacitat de la vida.
En algunes varietats del tarot (com la versió popularitzada per la francesa del segle xix Madame Lenormand), apareix una carta que té dibuixat un taüt i indica fi d'una etapa vital rellevant així com a patiment propvinent. Si apareix amb altres cartes que al·ludeixen a canvis, indica la urgència de fer canvis.
El taüt apareix al temple maçònic en les sales o zones de reflexió, al costat d'altres símbols de la mort com l'esquelet.